# Hazlerigg
Hazlerigg är en ort och civil parish i Newcastle upon Tyne i Storbritannien. Den ligger i grevskapet Tyne and Wear och riksdelen England, i den centrala delen av landet, 400 km norr om huvudstaden London. Hazlerigg ligger 70 meter över havet och antalet invånare är 1 053.
Terrängen runt Hazlerigg är platt, och sluttar österut. Runt Hazlerigg är det mycket tätbefolkat, med 1 411 invånare per kvadratkilometer. Närmaste större samhälle är Newcastle upon Tyne, 7,7 km söder om Hazlerigg. Runt Hazlerigg är det i huvudsak tätbebyggt.